# Borgsweer
Borgsweer (en groningois : Börgsweer) est un village néerlandais situé dans la commune d'Eemsdelta, en province de Groningue. Au 1er janvier 2021, il compte 130 habitants.
Il fait partie de la commune de Termunten avant le 1er janvier 1990, quand celle-ci est rattachée à Delfzijl, elle-même rattachée à la nouvelle commune d'Eemsdelta le 1er janvier 2021.